# Eduardo Sepúlveda
Eduardo Sepúlveda (Rawson, Chubut, 13 de juny de 1991) és un ciclista argentí, professional des del 2013. Actualment corre a l'equip Lotto Dstny. En el seu palmarès destaquen les victòries a la Classic Sud Ardèche i al Tour de Doubs de 2015.

## Palmarès
- 2008
  -  Campió de l'Argentina de contrarellotge júnior
- 2011
  -  Campió de l'Argentina de contrarellotge sub-23
- 2012
  - Campió panamericà sub-23 en contrarellotge
  - Vencedor d'una etapa al Tour del Jura
  - Vencedor d'una etapa al Tour del Franc Comtat
- 2015
  - 1r a la Classic Sud Ardèche
  - 1r al Tour de Doubs
- 2016
  - Vencedor d'una etapa al Tour de San Luis
- 2022
  - Vencedor d'una etapa a la Volta a Turquia
- 2023
  - 1r a la Volta a Castella i Lleó i vencedor d'una etapa

### Resultats al Tour de França
- 2015. Desqualificat (14a etapa)[1]
- 2016. 59è de la classificació general
- 2017. 65è de la classificació general

### Resultats al Giro d'Itàlia
- 2018. 96è de la classificació general
- 2020. 57è de la classificació general
- 2021. 47è de la classificació general
- 2022. 76è de la classificació general

### Resultats a la Volta a Espanya
- 2023. 102è de la classificació general
  -  de la 4a a la 10a etapa